# Castóreo
O castóreo é uma secreção oleosa glandular do castor, que este animal usa para se impermeabilizar, engordurando sua pelagem. As glândulas secretoras (duas) situam-se junto aos órgãos genitais do animal.
Tem a cor parda, sólida, forte odor característico, é composta basicamente por colesterol, ácido benzoico e ácido salicílico, tendo seu uso em perfumaria e na farmacologia, como estimulante e antiespasmódico.

## Características
Existem dois tipos de castóreo: o extraído do castor-europeu e outro extraído do castor-americano. Tem consistência mole e untuosa, quando fresca, e dura e quebradiça, quando desidratada. De cor escura, tem odor forte e característico. O gosto é muito amargo.
Sua composição é complexa, variando conforme a origem - se russa ou canadense. O castóreo do Canadá é composto por matéria resinosa, mucos, sais e água. Há também o óleo volátil, do colesterol (chamada de castorina - mesmo nome do tecido feito com o pelo do castor e lã) e também os ácidos orgânicos. Distingue-se do castóreo russo por sua maior proporção de resina e pela menor proporção de água e carbonato de cálcio. Foi destilado pelo químico Whoeler, usando a água, e resultando nos ácidos benzoico, salicílico e fenicado. Ao fim do século XIX já estava em desuso na medicina, mas era usado no preparo de certas pílulas.